# Bargūru
Bargūru är en ort i Indien.   Den ligger i distriktet Krishnagiri och delstaten Tamil Nadu, i den södra delen av landet, 1 800 km söder om huvudstaden New Delhi. Bargūru ligger 482 meter över havet och antalet invånare är 12 577.
Terrängen runt Bargūru är platt åt sydväst, men åt nordost är den kuperad. Runt Bargūru är det tätbefolkat, med 343 invånare per kvadratkilometer. Närmaste större samhälle är Krishnagiri, 15,8 km väster om Bargūru. Omgivningarna runt Bargūru är en mosaik av jordbruksmark och naturlig växtlighet.